# Pedro Sánchez

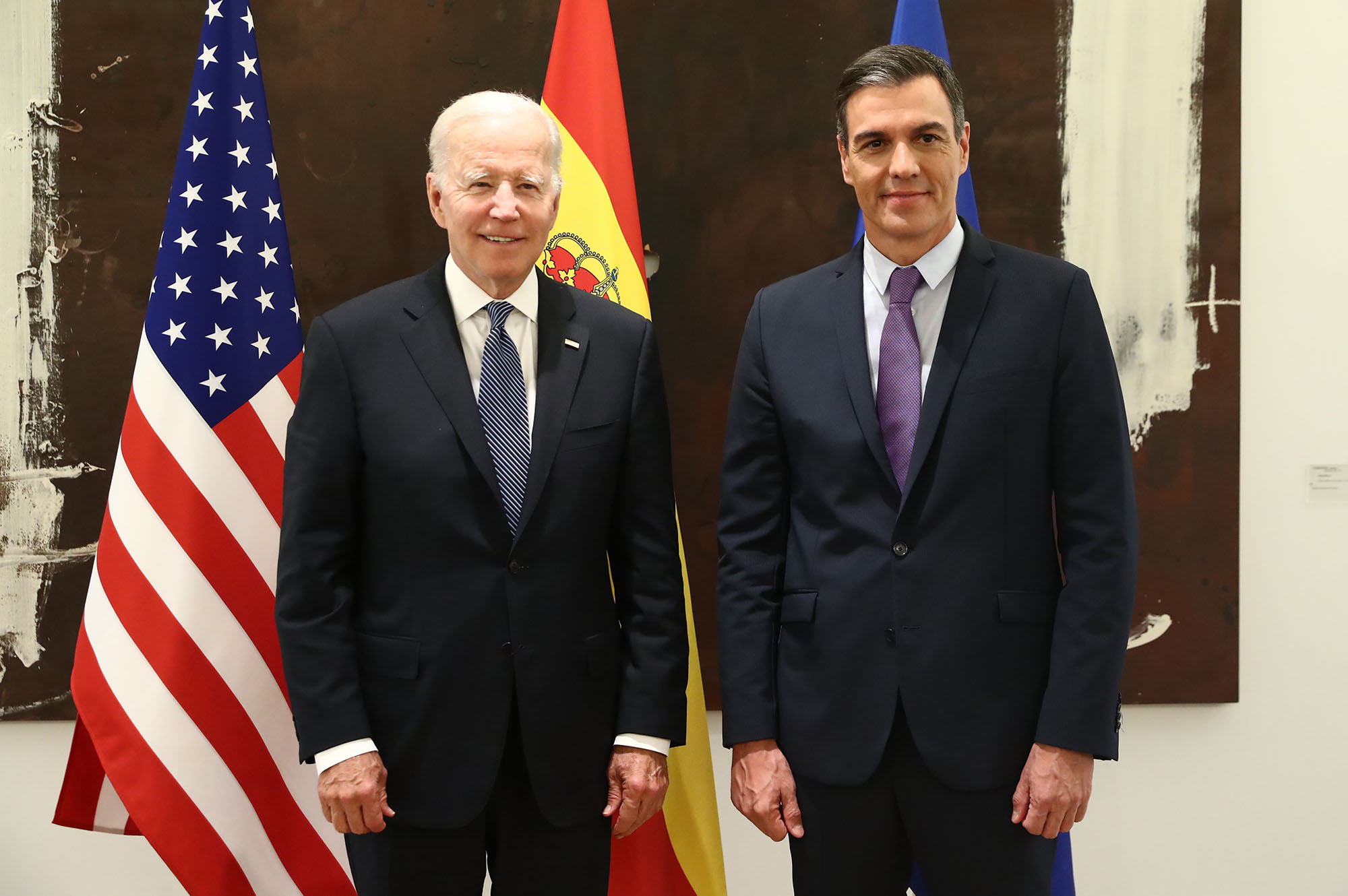
Prezydent USA Joe Biden i Pedro Sánchez (2022)

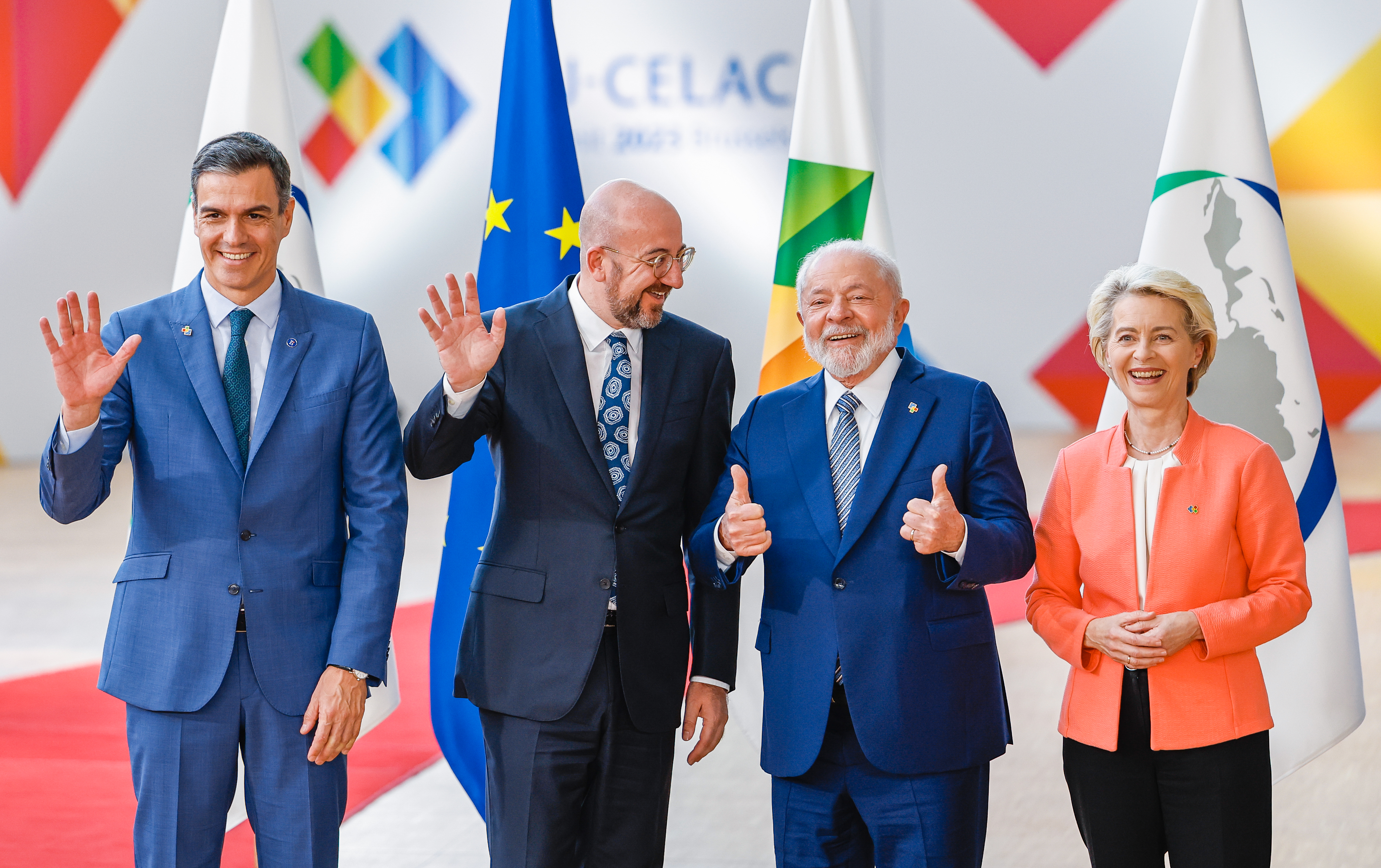
Pedro Sánchez, przewodniczący Rady Europejskiej Charles Michel, prezydent Brazylii Luiz Inácio Lula da Silva i przewodnicząca Komisji Europejskiej Ursula von der Leyen (2023)

Pedro Sánchez Pérez-Castejónⓘ (ur. 29 lutego 1972 w Madrycie) – hiszpański polityk, ekonomista i nauczyciel akademicki, parlamentarzysta krajowy, od 2014 do 2016 i od 2017 lider Hiszpańskiej Socjalistycznej Partii Robotniczej (PSOE). Premier Hiszpanii od 2018.

## Życiorys

### Działalność do 2018
W 1995 uzyskał licencjat w zakresie ekonomii na Uniwersytecie Complutense w Madrycie. Kształcił się następnie m.in. w IESE Business School i na Université Libre de Bruxelles. W 2012 uzyskał doktorat na Universidad Camilo José Cela.
Zaangażował się w działalność polityczną w ramach Hiszpańskiej Socjalistycznej Partii Robotniczej i jej organizacji młodzieżowej. Pracował jako doradca polityczny w Parlamencie Europejskim, biurze wysokiego przedstawiciela dla Bośni i Hercegowiny i administracji partyjnej. Od 2004 do 2009 pełnił funkcję radnego Madrytu. W 2008 został wykładowcą ekonomii na Universidad Camilo José Cela. Następnie objął mandat posła do Kongresu Deputowanych, niższej izby Kortezów Generalnych, wykonywał go do 2011, po czym powrócił do parlamentu w 2013.
W 2014, po rezygnacji dotychczasowego lidera socjalistów w związku z porażką partii w wyborach europejskich, Pedro Sánchez został nowym sekretarzem generalnym PSOE. W kolejnych wyborach w 2015 oraz w 2016 ponownie uzyskiwał mandat deputowanego.
2 lutego 2016 został wskazany przez króla Filipa VI jako kandydat na premiera Hiszpanii. Jako pierwszy kandydat na ten urząd nie uzyskał poparcia Kongresu Deputowanych. W obu głosowaniach w niższej izbie parlamentu przeciwko tej nominacji głosowało 219 z 350 deputowanych.
Kierowana przez niego PSOE w przedterminowych wyborach w czerwcu 2016 utrzymała drugie miejsce, tracąc jednak kolejne mandaty poselskie. Pedro Sánchez konsekwentnie opowiadał się przeciwko reelekcji premiera Mariano Rajoya z Partii Ludowej, uniemożliwiając mu powołanie mniejszościowego rządu. Działania te, jak również słabe wyniki socjalistów w wyborach regionalnych z września 2016 w Galicji i Kraju Basków, doprowadziły do kryzysu wewnątrz PSOE. Publicznie zaczął krytykować go m.in. były premier Felipe González. 28 września 2016 siedemnastu członków 35-osobowego zarządu partii złożyła rezygnacje, aby (zgodnie ze statutem partii) wymusić na Pedrze Sánchezie rezygnację. Pedro Sánchez odmówił rezygnacji, co doprowadziło do dalszego sporu wewnątrz partii pomiędzy grupą skupioną wokół sekretarza generalnego a opozycjonistami z prezydent Andaluzji Susaną Díaz na czele. 1 października 2016 ustąpił ze stanowiska, gdy przegrał w komitecie federalnym głosowanie nad swoją propozycją zwołania partyjnego kongresu. 29 października 2016 złożył również mandat poselski, odmawiając wstrzymania się w głosowaniu nad powołaniem Mariano Rajoya na premiera i nie chcąc naruszać partyjnej dyscypliny.
W maju 2017 wystartował w partyjnych prawyborach, które wygrał, powracając tym samym na stanowisko sekretarza generalnego PSOE.

### Premier Hiszpanii
W maju 2018 zapadł wyrok w sprawie caso Gürtel, w wyniku tego postępowania skazano za przestępstwa korupcyjne blisko 30 polityków i przedsiębiorców związanych z Partią Ludową. Socjaliści złożyli wówczas wniosek o konstruktywne wotum nieufności, proponując na premiera swojego lidera. Wniosek ten poparła koalicja ugrupowań lewicowych, komunistycznych i ekologicznych skupionych wokół partii Podemos, a także baskijscy i katalońscy nacjonaliści. Wniosek o wotum nieufności przeszedł 1 czerwca 2018 – stosunkiem 180 do 169 głosów Pedro Sánchez został wybrany na premiera w miejsce odwołanego Mariano Rajoya.
Urząd objął po zaprzysiężeniu, które zostało przeprowadzone następnego dnia. 6 czerwca 2018 Pedro Sánchez ogłosił proponowany skład swojego gabinetu, w którym znaleźli się przedstawiciele PSOE, skonfederowanej z nią Partii Socjalistów Katalonii (PSC) i osoby bezpartyjne. Jego rząd rozpoczął funkcjonowanie 7 czerwca, gdy doszło do zaprzysiężenia ministrów, pochodzących z partii socjalistycznej lub bezpartyjnych. Nowy premier nie zdecydował się na zawarcie koalicji z żadną z parlamentarnych partii, które umożliwiły mu przejęcie władzy.
W lutym 2019 rząd przegrał głosowanie nad budżetem. Pedro Sánchez doprowadził do rozpisania na kwiecień przedterminowych wyborów parlamentarnych, w których ponownie uzyskał mandat poselski. Kierowani przez niego socjaliści zajęli wówczas pierwsze miejsce, istotnie zwiększając swoją reprezentację w Kongresie Deputowanych. W parlamencie nie doszło jednak do utworzenia większości zdolnej do wyłonienia rządu. 23 lipca 2019 lider socjalistów nie uzyskał większości bezwzględnej, a dwa dni później także wystarczającej wówczas większości zwykłej.
Brak wyłonienia większości skutkował we wrześniu rozpisaniem kolejnych przedterminowych wyborów na listopad. Zakończyły się one zwycięstwem socjalistów, którzy jednak stracili kilka miejsc w Kongresie Deputowanych i 30 mandatów w Senacie. Pedro Sánchez uzyskał wówczas poselską reelekcję. Kierowana przez premiera PSOE przystąpiła do negocjacji koalicyjnych z Unidas Podemos, blokiem ugrupowań lewicowych i komunistycznych. Obie formacje uzgodniły porozumienie prowadzące do wyłonienia pierwszego od przemian politycznych koalicyjnego rządu w Hiszpanii.
5 stycznia 2020 Pedro Sánchez jako kandydat na premiera nie uzyskał wymaganej większości bezwzględnej w Kongresie Deputowanych. Otrzymał 166 głosów; poza koalicjantami (przy jednym pośle nieobecnym) poparło go kilkunastu posłów ugrupowań lewicowych i regionalnych (w tym PNV), 165 osób było przeciw, a 18 przedstawicieli lewicowych separatystów katalońskich i baskijskich wstrzymało się od głosu. 7 stycznia Pedro Sánchez w drugim głosowaniu został zatwierdzony na stanowisku premiera; uzyskał wówczas wystarczającą większość zwykłą (167 posłów było za, 165 głosowało przeciw, a 18 wstrzymało się od głosu). Następnego dnia został zaprzysiężony na ten urząd. Jego nowy gabinet rozpoczął urzędowanie 13 stycznia 2020.
W maju 2023, po słabym wyniku PSOE w wyborach lokalnych i regionalnych, zdecydował o przeprowadzeniu przedterminowych wyborów w lipcu tegoż roku. Socjaliści uzyskali w nich podobną do dotychczas posiadanej reprezentację w Kongresie Deputowanych, przegrywając jednakże z ludowcami. Pedro Sánchez utrzymał mandat poselski na kolejną kadencję. Przewodniczący PP Alberto Núñez Feijóo przegrał we wrześniu głosowania nad wotum zaufania, co pozwoliło liderowi PSOE przystąpić do negocjacji nad utworzeniem kolejnego rządu. Dla zapewnienia sobie wyboru Pedro Sánchez musiał uzyskać tym razem również dodatkowe poparcie od drugiej grupy katalońskich separatystów z Junts per Catalunya kierowanej przez Carlesa Puigdemonta. W wyniku negocjacji zgodził się na wprowadzenie pełnej amnestii dla skazanych lub ściganych katalońskich przywódców, odpowiedzialnych za zamach konstytucyjny z 2017. Decyzja ta wzbudziła liczne kontrowersje, Pedro Sánchez uprzednio pozostawał przeciwnikiem amnestii, uznawanej za niezgodną z hiszpańską konstytucją i ingerującą w niezawisłość wymiaru sprawiedliwości. Jego negocjacje z separatystami i zgoda na amnestię doprowadziły w Hiszpanii do masowych protestów przeciwko tej decyzji.
16 listopada 2023 Kongres Deputowanych zatwierdził w pierwszym głosowaniu jego kandydaturę na urząd premiera; poparło go 179 posłów z PSOE, koalicjantów z grupującej komunistów, socjalistów i ekologów platformy Sumar, partii regionalnych oraz separatystycznych ugrupowań z Katalonii i Kraju Basków. Następnego został zaprzysiężony na tym stanowisku. 21 listopada 2023 powołano pozostałych członków nowego rządu.
W kwietniu 2024 wobec jego żony wszczęto postępowanie w sprawie domniemanej korupcji i powoływania się na wpływy polityczne. Pedro Sánchez zadeklarował, że rozważał dymisję. Ostatecznie ogłosił, że pozostanie na stanowisku premiera, sugerując także, iż sprawa dotycząca jego żony ma charakter polityczny.

## Odznaczenia
- Krzyż Wielki Orderu Karola III (2018)
- Wielki Łańcuch Orderu Kondora Andów (Boliwia, 2018)[43]
- Krzyż Wielki Orderu Słońca Peru (Peru, 2019)[44]
- Krzyż Wielki Orderu Zasługi Republiki Włoskiej (Włochy, 2021)[45]
- Order Księcia Jarosława Mądrego I klasy (Ukraina, 2023)[46]

## Życie prywatne
Jest żonaty z Begoñą Gómez, ma dwie córki. Poza językiem hiszpańskim zna również języki angielski i francuski. Deklaruje się jako ateista.